# 岡野俊一郎
岡野 俊一郎（おかの しゅんいちろう、1931年8月28日 - 2017年2月2日）は、東京都出身のサッカー選手・指導者。位階は従四位。
第9代日本サッカー協会会長、日本体育大学顧問などを務めた。上野の和菓子店「岡埜栄泉」代表取締役（五代目）。

## 略歴

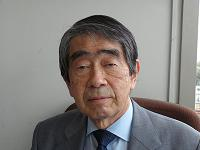
文化功労者顕彰に際して公表された肖像写真（2010年撮影）

3歳から水泳を始め、4歳でスキーを履いた。戦前の全国大会である明治神宮大会に水泳50m自由形の東京都代表で出場し、父親の店の野球部で活動する。
- 1946年に旧制東京都立第五中学校へ入学し、同級生に誘われて校技のサッカーを始める[3]。
- 1950年、小石川高校を卒業し、東京大学理科II類に入学。ア式蹴球部に入部。高校入学当初は滑空部に所属した。
- 1953年、全日本大学サッカー選手権大会で優勝。西ドイツで行われた国際学生スポーツ週間（現在のユニバーシアード）に学生選抜チームの一員として派遣される[4]。
- 1957年、東京大学文学部心理学科卒業。
- 1961年、AFCユース選手権にユース日本代表監督として参加。
- 1962年、日本代表コーチとなる（当時の監督は長沼健）。
- 1964年、東京オリンピックで日本代表がベスト8の快挙を成し遂げる。
- 1966年、1966 FIFAワールドカップでFIFAワールドカップ初視察[3]。
- 1970年、日本代表監督に就任（〜1971年）。
- 1974年、日本サッカー協会の理事に就任。日本オリンピック委員会（JOC）の常任理事にも就任。
- 1987年、日本サッカー協会副会長に就任。
- 1990年、国際オリンピック委員会（IOC）委員に就任。
- 1995年、FIFAワールドカップ組織委員会委員に就任。
- 1998年、日本サッカー協会会長に就任。
- 2002年、東アジアサッカー連盟初代会長に就任。日本サッカー協会名誉会長に就任。
- 2003年、日本サッカーミュージアム初代館長に就任。
- 2003年、韓国政府より体育勲章青竜章を授与される。
- 2005年、日本サッカー殿堂第1回受賞者に選ばれる。
- 2008年、北京オリンピック競泳男子平泳ぎ100mのメダルプレゼンターを務める。
- 2008年、北京オリンピック女子レスリング63kg級のメダルプレゼンターを務める。
- 2010年、バンクーバーオリンピックスピードスケート団体パシュート女子のメダルプレゼンターを務める。
- 2011年、定年により国際オリンピック委員会（IOC）委員を退任。
- 2012年10月30日、文化功労者に選ばれる[5]。
- 2017年2月2日午後10時56分、東京都内の病院で肺癌により死去[6][7]。85歳没。没後、従四位に追叙された[8][9]。

## 東京五輪・メキシコ五輪での活躍
岡野はプレイヤーとしての経験は高校（戦前の学制では中学にあたる）・大学での経験しかないが、長年指導者として日本代表に参加した（東京五輪：ベスト8、メキシコ五輪：3位）。これについては彼の東大時代の人脈が大いに生きている。
当時の日本代表は、1960年からのデットマール・クラマーによる技術指導の影響により一定の技術水準（とはいっても、欧州・南米の一流国から見れば下手であるが）は得ていたが、戦術や敵の情報に関しては不十分であった。しかし、岡野は東京大学在学時の友人に商社勤務の者が大勢おり、海外勤務の友人から海外のサッカーのビデオや雑誌を入手し、敵の戦術解析、モダンサッカーの戦術研究を熱心に行なった。
語学が堪能であったため長沼監督下では代表コーチに加え、クラマーの通訳という2つの大役をこなしていた。
当時の監督の長沼は、ベンチで隣に岡野を座らせるために選手登録を1名抹消（ベンチに入れる人数には制限があり、コーチ陣・選手合わせて一定の数にしなければならない）したほどである。クラマーの指導、選手たちの努力もあったが、岡野の研究も日本の快挙に大きく貢献したと言える。
当時メダル獲得の期待が全くかけられていなかったサッカーは、メキシコへ派遣できる選手の登録人数を最大20人の登録枠に対し18人に削減されてしまった。これに最も強く反対した1人が当時コーチであった岡野俊一郎であったが、JOCの決定は覆せない。そこで、メキシコ五輪協会役員からの勧めもあり、選手が故障した場合を考えて、もしもの時の「最後の1人」として選手登録をしたのだった。結果として（日本側登録では）「コーチ」でありながら銅メダル獲得という珍しい事になってしまったのである。
クラマーとは、クラマーが日本を離れてからもクラマー本人のみならずクラマーの実母とも交流を続け、クラマーから「俺とお前はブルーダー（ドイツ語で兄弟の意味）なんだ」と言われていた。岡野もクラマーについて「彼が来たおかげで人生が変わっちゃった。それは一つも悔いがない。55年の素晴らしい友情だったと僕は思っている。デットマールには感謝したい」と述べている。

## 日本スポーツ界の重鎮として
岡野はサッカー日本代表監督を退任した後、日本サッカー協会理事となり低迷期にあった日本サッカー界を苦心して支える一方、その国内外の豊富な人脈を買われて日本オリンピック委員会（JOC）委員となり、総務主事などを務めた。JOC総務主事時代に直面した1980年モスクワオリンピックでの日本の不参加問題では、大会への参加の是非を問う1980年5月24日のJOC総会に於いて加盟競技団体代表者による採決を実施した際に、岡野はJOC委員長の柴田勝治と共に参加せずに成り行きを見守っていたという。
JOCが日本体育協会の傘下団体から独立し、財団法人化された時にはJOC専務理事として会長の堤義明を補佐した。
1981年11月に、1985年ユニバーシアード神戸大会が決まると、「日本サッカーにとって大学サッカーは重要」との考えから来日していた当時世界のスポーツ界に強い影響力を持っていた友人のホルスト・ダスラー（アディダス創始者アドルフ・ダスラーの息子）にユニバーシアード神戸大会からサッカーを正式競技にする為、助力を頼んだ。すると、ホルスト・ダスラーはニューヨークにいたこれまた岡野の友人でもある国際大学スポーツ連盟（FISU）会長のプリモ・ネビオロに電話をかけ、岡野に取り次いだ。岡野の依頼を承諾したネビオロFISU会長は、FISU実行委員会から最初反対を受けたが、ネビオロFISU会長が強引に規約を改正して、ユニバーシアード神戸大会からサッカー競技を正式競技にした。以後現在も、サッカーはユニバーシアードの正式競技となっている（2019年ナポリ大会がユニバーシアードサッカー競技としての最後の大会となり、国別の大学代表ではなく、大学単一チームが出場する大学サッカー世界選手権大会が新設される予定である）。
1990年には国際オリンピック委員会委員に就任し、1998年の長野冬季オリンピック招致、そして開催成功にIOC委員として携わり、その後はIOCプログラム委員会（五輪実施競技を決定するセクション）の委員を務めていた。IOC委員は現在のIOC規則（2002年ソルトレークシティオリンピック後に改正された）では任期8年、70歳定年であるが、岡野は1990年の旧規則時の委員就任であるため定年は79歳だった。定年となった2011年に退任し、以後は名誉委員となった。
岡野は1998年に日本サッカー協会（JFA）会長になるが、前任会長だった長沼も国際的活動がメインであった岡野の負担を増やしたくないと慮り、自分の後任には当初は川淵三郎を考えたものの、川淵が辞退したため、岡野に会長就任を要請した。岡野も当初は「協会会長とIOC委員を両立できるか悩んだ」が協会会長を引き受け、2002 FIFAワールドカップを成功させることになった。
岡野はJFA会長を1期で退任して川淵に後を譲ってJFA名誉会長、最高顧問を歴任、2003年には日本サッカーミュージアム初代館長に就任。
また東京都文京区の教育委員や学校法人日本体育大学の顧問、全国ラジオ体操連盟会長を務め、青少年健全育成や国民健康増進などの分野でも活躍した。2012年にはサッカー界から初となる文化功労者となった。

## 人物
和菓子の老舗「岡埜栄泉（おかのえいせん）」5代目だったが、甘い物は苦手だった。

## 所属クラブ
- 東京都立小石川高等学校
- 東京大学

## 代表歴

### 試合数
- 国際Aマッチ 2試合 0得点(1955)

| 日本代表 | 国際Aマッチ | 国際Aマッチ | その他 | その他 | 期間通算 | 期間通算 |
| 年       | 出場        | 得点        | 出場   | 得点   | 出場     | 得点     |
| -------- | ----------- | ----------- | ------ | ------ | -------- | -------- |
| 1955     | 2           | 0           | 4      | 0      | 6        | 0        |
| 通算     | 2           | 0           | 4      | 0      | 6        | 0        |

### 出場
| No. | 開催日         | 開催都市   | スタジアム | 対戦相手 | 結果 | 監督     | 大会         |
| --- | -------------- | ---------- | ---------- | -------- | ---- | -------- | ------------ |
| 1.  | 1955年01月02日 | ラングーン |            | ビルマ   | △1-1 | 竹腰重丸 | 国際親善試合 |
| 2.  | 1955年01月11日 | ラングーン |            | ビルマ   | ○1-0 | 竹腰重丸 | 国際親善試合 |

## 役職
- 東アジアサッカー連盟名誉会長
- 日本サッカーミュージアム館長
- 国際オリンピック委員会委員
- 全国ラジオ体操連盟会長
- 東京都文京区教育委員（委員長代理）

## 賞詞
- 藍綬褒章（1990年）
- NHK放送文化賞（1990年）
- 国際オリンピック委員会銀杯（1998年）
- 東京都文化賞（2003年）
- 大韓民国体育勲章青竜章（2003年）
- 旭日中綬章（2004年）[19]
- 日本サッカー殿堂第1回表彰者（2005年）
- 文化功労者（2012年）

## 出演番組
- 全国こども電話相談室（TBSラジオ）
- 三菱ダイヤモンド・サッカー（東京12チャンネル）